# Айлано
Айлано (итал. Ailano) — коммуна в Италии, располагается в регионе Кампания, в провинции Казерта. Близ Айлано река Лете впадает в Вольтурно.
Население составляет 1 382 человек, плотность населения составляет 92,13 чел./км². Занимает площадь 15 км². Почтовый индекс — 81010. Телефонный код — 0823.
Покровителем коммуны почитается святой апостол и евангелист Иоанн Богослов, празднование 6 мая и 27 декабря.

## История
Коммуна известна с эпохи неолита, согласно результатам археологических раскопок в этой местности.